# Koepokken

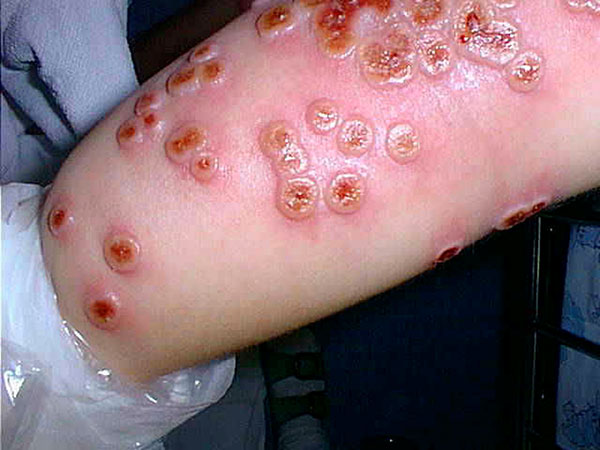
Koepokken

Koepokken (Latijn: vaccinia) is een virale en zeer besmettelijke runderziekte die ook voor de mens besmettelijk is. 
De ziekte verloopt goedaardig; er vormt zich een blaas op de huid en daarna is de patiënt immuun tegen het virus. Opmerkelijk is dat die resistentie ook geldt tegen de gevreesde pokken of variola.
Vaccinus is Latijn en betekent 'van de koe'. De Britse arts Edward Jenner heeft zo de term vaccineren gemunt en vaccinatie. Vaccinia is hiervan afgeleid.

## Historie

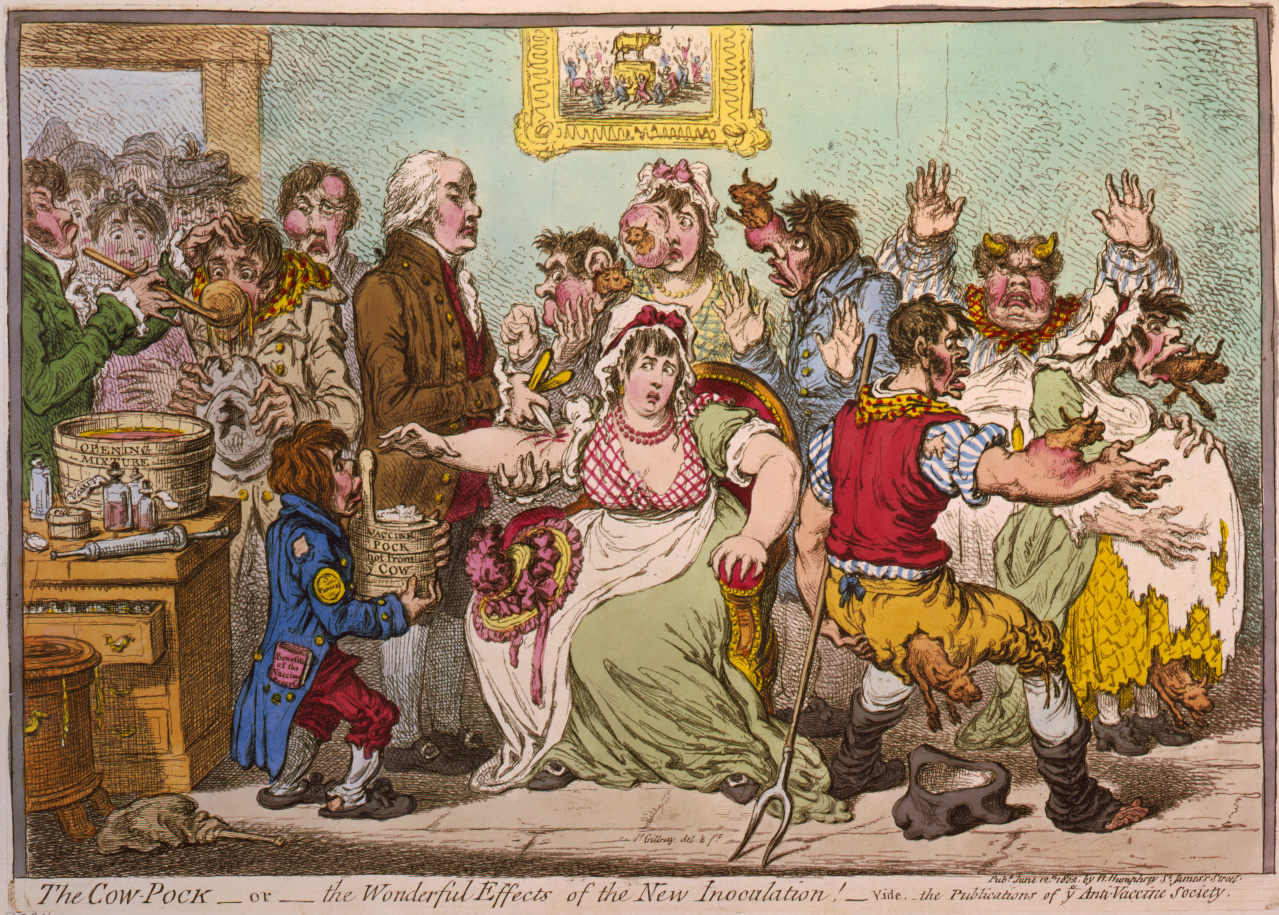
James Gillrays humoristische kijk in de praktijk van Dr. Jenner

De 18e-eeuwse wetenschap kende de virussen en het mechanisme van de immuniteit nog niet maar men wist uit ondervinding dat niemand tweemaal pokken kon krijgen.
In Turkije beschermden boeren zich tegen de pokken door zich in aanraking te brengen met het vocht uit een pokkenblaasje van iemand die aan een milde vorm van de pokken leed. Hierdoor kreeg men namelijk vaak zelf ook een milde vorm van pokken, en daarna was men beschermd tegen de ernstige variant. Men liep echter toch een klein risico om ook aan deze milde vorm te overlijden.
Lady Mary Montague merkte deze gewoonte op tijdens een bezoek aan Turkije en vertelde hier in Engeland over.
Dit verhaal kwam de Britse arts Edward Jenner ter ore. Tijdens experimenten viel hem op dat melkmeisjes de pokken nooit kregen, zelfs niet wanneer hij hen bewust besmette. Jenner bracht dit terecht in verband met het feit dat deze meisjes door hun beroep vaak in aanraking kwamen met de koepokken. Zo kwam Jenner rond 1796 op het idee dat men zich tegen besmetting met de gevaarlijke menselijke pokken kon beschermen door een moedwillige variolatie met de goedaardige koepokken. Dat bracht artsen op het idee om kinderen en volwassenen met een in een blaas op de huid van een koe gehouden mesje in de huid te snijden zodat er een besmetting optrad. De mens kreeg een blaasje op de huid en werd korte tijd ziek. De ziekteverschijnselen bleken niet ernstig. Op de huid bleef een litteken achter en de persoon was vervolgens resistent.
De Rotterdamse medicus Levie Salomon Davids introduceerde de bevindingen van Jenner in Nederland. In 1800 rapporteerde hij zijn onderzoeksresultaten, in 1801 was hij medeoprichter van het Genootschap voor Koepokinenting. Later volgden andere steden zijn initiatief. Deze genootschappen speelden een belangrijke rol bij onderzoek, vaccinatiecampagnes en de invoering van landelijke vaccinatie. Op 28 februari 1801 schreef Gijsbert Karel van Hogendorp in de Rotterdamsche Courant een stuk over zijn positieve ervaring van de inenting van zijn vier jongste kinderen met koepokken.
Aanvankelijk was vaccinatie alleen voor armen verplicht. Om de rest van de bevolking te stimuleren werd een premie ingesteld. Koning Willem I der Nederlanden stelde daarnaast in 1818 een gouden Medaille voor Koepokkenvaccinatie in voor artsen die bewijsbaar meer dan 100 personen hadden ingeënt, deze was 50 gulden waard.
De inenting was in religieuze kringen omstreden omdat daarmee zou worden ingegrepen in Gods plan.
Maria Aletta Hulshoff publiceerde in 1827 een pamflet met de titel De koepok-inenting beschouwd, en tien bedenkingen overwogen: voor minkundigen. 
In 1872 werd vaccinatie verplicht met de invoering van de Wet op de Besmettelijke Ziekten.